# Coelocrossa hypocrocea
Coelocrossa hypocrocea là một loài bướm đêm trong họ Geometridae.